# Ba Mùa
Ba Mùa é um filme de drama vietnamita-americano de 1999 dirigido e escrito por Tony Bui. Foi selecionado como representante do Vietnã à edição do Oscar 2000, organizada pela Academia de Artes e Ciências Cinematográficas.

## Elenco
- Don Duong
- Nguyen Ngoc Hiep
- Tran Manh Cuong
- Zoe Bui
- Nguyen Huu Duoc
- Harvey Keitel